# Каренц (Мекленбург)
Каренц (нем. Karenz) — община в Германии, в земле Мекленбург-Передняя Померания.
Входит в состав района Людвигслуст. Подчиняется управлению Дёмиц-Маллис. Население составляет 288 человек (на 31 декабря 2010 года). Занимает площадь 6,83 км².